# Норменга
Норменга (рос. Норменга) — селище в Коноському районі Архангельської області Російської Федерації.
Населення становить 50 осіб. Входить до складу муніципального утворення Подюзьке сільське поселення.

## Історія
Від 2004 року входить до складу муніципального утворення Подюзьке сільське поселення.

## Населення
| 2002 | 2010 | 2012 |
| ---- | ---- | ---- |
| 180  | ↘96  | ↘50  |